# Wilhelm Walter (Architekt)
Wilhelm Walter (* 16. Juni 1850 in Rüdenhausen; † 8. Februar 1914 in Berlin-Schöneberg) war ein deutscher Architekt und Baubeamter im Dienst der Postverwaltung und zuletzt des Reichspostamtes in Berlin.

## Leben und Wirken
Als Sohn eines Pfarrers im Fränkischen Rüdenhausen geboren, besuchte Wilhelm Walter das Gymnasium Bernhardinum in Meiningen, das er im Frühjahr 1870 mit Ablegung der Reifeprüfung verließ. Als Einjährig-Freiwilliger nahm Walter mit dem 4. Feldartillerie-Regiment „König“ der Bayerischen Armee am Deutsch-Französischen Krieg teil. Und in dessen Folge auch an der Belagerung von Paris. Nach seiner Rückkehr absolvierte er das zu dieser Zeit noch übliche Bau-Elevenjahr bei der Hamburg-Venloer Bahn, bevor er als Student in das Polytechnikum Hannover eintrat. Dort avancierte er zu einem der „Lieblingsschüler“ von Conrad Wilhelm Hase und widmete sich im Besonderen dem Studium der Gotik. Mit Ablegung der Bauführerprüfung fand er unter der Leitung von Gotthilf Ludwig Möckel Beschäftigung bei Kirchenneubauten in Dresden.

„Seine ausgesprochene Begabung und Vorliebe für mittelalterliche Baukunst führte ihm alsdann eine große Anzahl an Privataufträgen auf dem Gebiete der kirchlichen Baukunst in der Provinz Pommern zu, nachdem ihn der Oberpräsident v. Behr-Negendank als eine für derartige Arbeiten besonders befähigte Kraft schätzen gelernt hatte. Hier wie in Schlesien und der Mark Brandenburg hat ihm auch eine Reihe von Herrensitzen ihren künstlerischen Ausbau und teilweise Wiederherstellung zu verdanken.“

Dank seiner zahlreichen Betätigungen legte er erst 42-jährig im Jahr 1892 die Große Staatsprüfung mit anschließender Ernennung zum Königlich Preußischen Regierungsbaumeister ab.
Als Regierungsbaumeister fand Wilhelm Walter nach kurzer Zeit Beschäftigung im Technischen Baubüro der Reichs-Postverwaltung in Berlin, in deren Dienst er letztlich bis zu seinem Tod blieb. Die Postverwaltung stand bei seinem Eintritt unter der Leitung des „schöpferischen“ Staatssekretärs Heinrich von Stephan. Stephan erkannte Walters, über die dienstlichen Belange hinausgehende Begabung und ermöglichte ihm neben weitergehenden Arbeiten auch Studienreisen nach Italien und England.
Seine erste größere selbstständige Bauaufgabe innerhalb der Reichs-Postverwaltung war die Projektierung der Oberpostdirektion in Karlsruhe, die von 1897 bis 1901 zur Ausführung gelangte. Bei seiner Rückkehr aus Karlsruhe im Jahr 1901 zum Postbauinspektor und kurze Zeit später auch zum Kaiserlichen Baurat im Reichs-Postamt ernannt, blieb Walter in der Folge in Berlin. 1905 wechselte er, unter Besetzung der dortigen Postbauratsstelle, an die Oberpostdirektion Berlin. Zahlreiche Bauten entstanden während der nächsten Jahre nach seinen Entwürfen. Zu den letzten Großbauten, deren Entwurf er dort bearbeitete und dessen Ausführung er noch einleitete, gehörten das Paketpostamt und das Haupttelegraphenamt in Berlin. Der erst nach seinem Tod fertiggestellte Komplex zählte seinerzeit zu den aufwändigsten Postbauten im Deutschen Reich.
Zum 3. August 1911 wurde Walter schließlich unter Ernennung zum Geheimen Baurat und Vortragenden Rat in das Reichs-Postamt berufen. Nach der Rangordnung die höchste Stelle in diesem Fachbereich. Als Referatsleiter zeichnete er reichsweit für die Projektierungen verantwortlich. War aber zugleich weitgehend eigenen Entwurfstätigkeiten entzogen.
Walter war seit 1877 in kinderlos gebliebener Ehe verheiratet. Seine besondere Leidenschaft galt den Hochgebirgen Tirols.

### Bauten und Entwürfe
| Baujahr      | Ort          | Adresse                                           | Bild                     | Objekt                                                                                         | Maßnahme | Anmerkungen                                                                                  |
| ------------ | ------------ | ------------------------------------------------- | ------------------------ | ---------------------------------------------------------------------------------------------- | -------- | -------------------------------------------------------------------------------------------- |
| 1880–1881    | Semlow       | Hauptstraße 28, 18334 Semlow                      | Semlower Kapelle 1880/81 | Friedhofskapelle (in Anlehnung an das Mausoleum des Erzherzogs Johann von Österreich in Meran) | Neubau   | weiterhin als Kapelle genutzt, unter Denkmalschutz                                           |
| 1891–1892    | Längenfeld   |                                                   | Kurbad Längenfeld (1892) | Kurbad (Hotel mit Thermalbadeanstalt)                                                          | Neubau   | 1980 abgerissen                                                                              |
| 1897–1901    | Karlsruhe    | Kaiserstraße 217–219                              | Post Galerie             | Reichs-Post-Telegraphengebäude der Kaiserlichen Oberpostdirektion                              | Neubau   | heute Postgalerie; unter Denkmalschutz                                                       |
| um 1905–1911 | Berlin       | Schlesischer Bahnhof                              |                          | Postverladestelle                                                                              | Neubau   |                                                                                              |
| um 1905–1911 | Schöneberg   | Luckenwalder Straße                               |                          | Postbahnhof                                                                                    | Neubau   | erbaut zur Abwicklung des Postverkehrs des Potsdamer und des Anhalter Bahnhofs               |
| 1907–1909    | Steglitz     | Bergstraße 1 / Heesestraße 13/14                  |                          | Postamt Steglitz 1                                                                             | Neubau   | unter Denkmalschutz                                                                          |
| 1907–1908    | Templin      |                                                   |                          | Erholungsheim für Postunterbeamte                                                              | Neubau   | außerdienstliches Bauprojekt                                                                 |
| 1908–1911    | Berlin-Mitte | Linkstraße 4/5                                    |                          | Postamt W 9                                                                                    | Neubau   | Bauleitung und Entwurfsausarbeitung durch Postbauinspektor Ludwig Mayer                      |
| 1908–1912    | Berlin-Mitte | Französische Straße 9/12 / Jägerstraße 67/68 Lage |                          | Postamt W 8                                                                                    | Neubau   | Bauleitung und Entwurfsausarbeitung durch Postbauinspektor Ludwig Mayer; unter Denkmalschutz |
| 1910–1916    | Berlin-Mitte | Oranienburger Straße 70–76                        |                          | Paketpostamt und Haupttelegrafenamt                                                            | Neubau   | unter Denkmalschutz                                                                          |
| 1912–1914    | Wanne        | Wanner Straße 23 Lage                             |                          | Postamt                                                                                        | Neubau   | oberste Projektleitung durch Walter; unter Denkmalschutz                                     |

### Schriften
- Curbad Längenfeld im Oetzthal in Tirol. In: Centralblatt der Bauverwaltung. 13. Jahrgang 1893, Nr. 13 (vom 31. März 1893), S. 132 f.